# Apiconoma ochrophila
Apiconoma ochrophila är en fjärilsart som beskrevs av Felder 1874. Apiconoma ochrophila ingår i släktet Apiconoma och familjen björnspinnare. Inga underarter finns listade i Catalogue of Life.